# Pointage (mécanique)
Le pointage, en mécanique est une opération se pratiquant plus généralement sur machine à pointer, permettant le perçage et l'alésage de précision.

## Principes
Les premiers pointages consistaient à marquer au pointeau un tracé précis sur une pièce, soit manuellement, soit à l’aide d’une machine à pointer qui distribue des coups de pointeau en observant des entre-axes précis définis, le plus souvent, en coordonnées rectangulaires.
Les faces de référence sont déterminées précisément à l’aide d’équerres de visée et d’un microscope à oculaire micrométrique monté dans le nez de la broche porte-pointeau ou porte-outil. Le déplacement précis de la table (et de la pièce) est contrôlé par tambour gradué et vernier sur les machines traditionnelles et par lecture optique d’une règle graduée avec commandes numériques sur les machines modernes.

## Outillage de positionnement
- Lunette de visée,
- microscope oculaire micrométrique,
- pinule de centrage
- plateau diviseur
- cale étalon,
- comparateur (appareil de mesure),
- équerre de visée,

## Utilisations
- Pointage simple par coups de pointeau,
- pointage au foret à centrer,
- perçage,
- fraisage
- alésages de toutes natures (planage, chambrage, lamage, rainurage, etc),
- taraudage,

## Machines

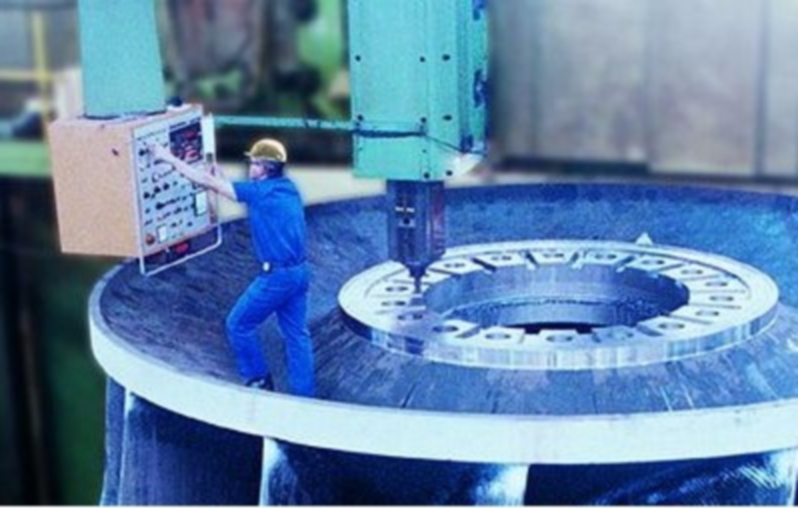
Pointage-perçage sur un tour vertical

- Sur fraiseuse,
- aléseuse
- perceuse
- tour vertical (grosse pièce),
- machine à pointer